# Linia kolejowa Le Mans – Mézidon
Linia kolejowa Le Mans – Mézidon – linia kolejowa we Francji, w regionach Kraj Loary i Dolna Normandia. Łączy Le Mans z Mézidon-Canon przez Alençon i Argentan. 
Stanowi część połączenia Tours-Le Mans-Caen.
Według klasyfikacji RFF ma numer 430 000.